# گیزلهم
گیزلهم (به انگلیسی: Gisleham) یک روستا و محله مدنی در بریتانیا است که در Waveney واقع شده‌است. گیزلهم ۷۷۸ نفر جمعیت دارد.